# Fetească regală
Fetească regală B est un cépage blanc, créé dans les années 1930, dans le comté de Mureș, en Roumanie. C'est un croisement naturel du Grasă et du Fetească albă. 
Cette variété est cultivée principalement en Roumanie (Transylvanie, Moldavie, Moldavie), ainsi qu'en Slovaquie, et en plus petite quantité en Hongrie et en Autriche. 
Avec une adaptabilité écologique élevée, mais aussi en raison des rendements élevés obtenus, la variété est cultivée dans de nombreuses zones viticoles, même dans des zones avec un climat moins favorable à la culture de cépages blancs de qualité. C'est la variété la plus cultivée en Roumanie, occupant une superficie de plus de 13000 hectares en 2010.
La qualité des vins oscille entre vins de table et vins de qualité. Les vins sont secs et frais et ont une acidité et une saveur spécifique. 

## Synonymes
Feteasca regală est également connue sous les synonymes roumains Dănășana, Dăneșana, Dănoși, Feteasca de Dănoși ou Galbena din Ardeal, hongrois Danosi Leányka, Királyleányka, Pesecka Leányka ou Erdelyi Sárga, allemands-autrichiens Dunesdörfer Königsast, Königliche Mädchentraube ou Königstochter, russe Fetyaska Korolevskaya et polonais Kralowska Leányka.